# Agathosma latipetala
Agathosma latipetala är en vinruteväxtart som beskrevs av Otto Wilhelm Sonder. Agathosma latipetala ingår i släktet Agathosma och familjen vinruteväxter. Inga underarter finns listade i Catalogue of Life.